# Ampelisca pugetica
Ampelisca pugetica är en kräftdjursart som beskrevs av William Stimpson 1864. Ampelisca pugetica ingår i släktet Ampelisca och familjen Ampeliscidae.

## Underarter
Arten delas in i följande underarter:
- A. p. pugetica
- A. p. microdonta